# محمود عزمي (ممثل)
محمود عزمي (7 يناير 1925 - 27 نوفمبر 2011) هو ممثل مصري.

## حياته ونشأته
الفنان محمود عزمي من مواليد 1925، وتخرج في أول دفعة من المعهد العالي للفنون المسرحية في الأربعينات، وكان أول دفعته، كان زميلا للعيدي من زمن الفن الجميل مثل شكري سرحان وفريد شوقي وغيرهما، شغل الفنان محمود عزمي مؤخرا منصب مدير المسرح الحديث، وله ابن وحيد هو الدكتور هشام عزمي الأستاذة بكلية الأداب جامعة القاهرة.
وزوجتها الفنانة عايدة كامل.

## مسيرته
محمود عزمي له تاريخ طويل مع السينما حيث قدم العديد من الأعمال الرائعة مثل (سنوات الحب – حياة وأمل – إني راحلة – بين السما والأرض – مطاردة غرامية – شاطئ الأسرار وغيرهم)، كما اشتغل أيضا في التلفزيون وقدم أعمال مثل (أبو حنيفة النعمان – هارون الرشيد – هارب من الأيام)، وفي مجال المسرح أبدع محمود عزمي كثير من المسرحيات مثل ( سكة السلامة )، وفي الإذاعة له بصمة كبيرة مثل (عائلة مرزوق) وغيرها من المسلسلات الإإذاعية

## أعماله
أبو حنيفة النعمان
1997 - مسلسل
عبد الله الحسن
هارون الرشيد
1997 - مسلسل
إسماعيل أبو العباس
ساعة ولد الهدى
1992 - مسلسل
القضاء في الإسلام ج2
1989 - مسلسل
الفريسة
1986 - فيلم
ملحمة الحب والرحيل
1986 - مسلسل
أبو مالك
محمد رسول الله ج4
1984 - مسلسل
الرجل الذي فقد ذاكرته مرتين
1981 - مسلسل
يحيى
الفندق
1980 - مسلسل
المحقق
الضباب لا يخفي الحقيقة
1978 - مسلسل
الجريمة المزدوجة
1977 - مسلسل - اذاعي
النقيب / سمير عزمي
المنحرفون
1976 - فيلم
رئيس النيابة
العقاب
1975 - مسلسل
العمر لحظة
1974 - مسرحية
العمر لحظة
1974 - مسلسل - اذاعي
عبدالقادر
قافلة النور
1973 - مسلسل
رستم
المتهمة
1972 - مسلسل
جريمة لم تكتمل
1972 - فيلم
مفتش المباحث
عودة أخطر رجل في العالم
1972 - فيلم
النصيب
1971 - مسلسل
انا القاتل
1971 - مسلسل
عباس جودة
يمكنك أن تفعل الكثير بسبع نساء
1971 - فيلم
مقعد بجوار الشيطان
1970 - فيلم
مطاردة غرامية
1968 - فيلم
سامي
أخطر رجل في العالم
1967 - فيلم
العقيد صبري عزت
بلاد بره
1967 - مسرحية
متولى - السواق زوج زهيرة وشقيق رحمة
خامس الراشدين "عمر بن عبدالعزيز"
1967 - مسلسل
عمر بن عبد العزيز
اسلاك شائكة
1966 - سهرة تليفزيونية
السجين الهارب
1965 - مسلسل
ضابط
هارب من الأيام
1965 - فيلم
المامور
جواز البنات
1964 - مسلسل
خيال المآتة
1964 - مسلسل
سكة السلامة
1964 - مسرحية
عدو البشر
1964 - مسلسل
سنوات الحب
1963 - فيلم
فتحي - أخو عادل
على ضفاف النيل
1963 - فيلم
الفرسان الثلاثة
1962 - فيلم
نبيل ابن عم هدى
لمن نحيا
1962 - مسلسل
هارب من الأيام
1962 - مسلسل
حياة وأمل
1961 - فيلم
شخصيات تبحث عن مؤلف
1961 - مسلسل - اذاعي
لن أعترف
1961 - فيلم
رأفت عبد العزيز / مندوب أخبار اليوم
حايجننوني
1960 - فيلم
عباس الخشن
يا حبيبي
1960 - فيلم
أبو أحمد
1959 - فيلم
قاسم
بين السماء والأرض
1959 - فيلم
العشيق الخائن لصديقه
عائلة مرزوق أفندي
1959 - مسلسل - اذاعي
قلب يحترق
1959 - فيلم
هدى
1959 - فيلم
الأخ الكبير
1958 - فيلم
سالم ضابط المباحث
شاطئ الأسرار
1958 - فيلم
عادل
هذا هو الحب
1958 - فيلم
فؤاد
الله معنا
1955 - فيلم
ضابط
الميعاد
1955 - فيلم
إني راحلة
1955 - فيلم
على /اخو عايدة
آثار في الرمال
1954 - فيلم
عبد الرحمن
الأيدي الناعمة
1954 - مسرحية
كدت أهدم بيتي
1954 - فيلم
ابن عم راقيه
عائشة
1953 - فيلم
شم النسيم
1952 - فيلم
ماتقولش لحد
1952 - فيلم
ضابط
سماعة التليفون
1951 - فيلم
في الهوا سوا
1951 - فيلم
أيام شبابي
1950 - فيلم
زوج جيهان
الليل لنا
1949 - فيلم
ضابط شرطة
نادية
1949 - فيلم
أغرب القضايا
0 - مسلسل - اذاعي
قضية اختفاء ليزا+قضية الدكتور جيمس هيرمان فيلبس
الأبالسة
0 - مسلسل - اذاعي
الأسوار
0 - فيلم
الجذور
0 - مسلسل - اذاعي
الخطة رقم 13
0 - مسلسل - اذاعي
صابر
الرجل الذي يريد أن يضحك
0 - مسرحية
الرجل ذو الوجه الاخر
0 - مسلسل - اذاعي
حسان
الساعة
0 - سهرة تليفزيونية
الاستاذ همام
القلب الكبير
0 - مسلسل - اذاعي
الليلة الأخيرة
0 - مسلسل - اذاعي
المليونير الفقير
0 - مسلسل - اذاعي
عزت
ثلاث جميلات والحب
0 - مسرحية
جت في الخشبة
0 - مسلسل - اذاعي
حبيبي خذ بيدي
0 - مسلسل - اذاعي
حساب السنين
0 - مسلسل - اذاعي
حماتي في القمر
0 - مسلسل - اذاعي
راحت مع التيار
0 - مسلسل - اذاعي
زيارة بلا موعد
0 - مسلسل - اذاعي
ممدوح
ست البنات
0 - مسرحية
سر الغائبة
0 - مسلسل - اذاعي
سنوات العمر
0 - مسلسل
طبيب الكفر
0 - مسلسل - اذاعي
عروسة من باريس
0 - مسلسل - اذاعي
علبة من الصفيح الصدئ
0 - سهرة تليفزيونية
عنترة
0 - مسرحية
عين الراهب
0 - مسلسل - اذاعي
قمر الدين
0 - مسلسل - اذاعي
لن ننسى
0 - مسلسل - اذاعي
من الحياة
0 - برنامج
( الأب ) في حلقه ( رحلة الحياة )
مندوب من المريخ
0 - مسلسل - اذاعي
مواقف إسلامية
0 - مسلسل
وردية ليل
0 - سهرة تليفزيونية
إخراج (1)
رجل لكل بيت
1973 - مسرحية
مخرج

## وفاته
عن عمر يناهز 86، وذلك بعد إصابته بهبوط حاد في القلب، وتقول زوجته الفنانة عايدة كامل " الساعة الثانية صباحا أصيب بهبوط حاد وتوقف قلبه لمدة 18 دقيقة تقريبا، وتم نقله إلى المستشفى وبعد ذلك وافته المنية".

## جوائز
كرم من البيت الفني للمسرح سنة 2024.